# معرفة عاطفية
يُستخدم مصطلح المعرفة العاطفية غالبًا بالتوازي مع مصطلح الذكاء العاطفي، وأحيانًا يُستخدمان بصورة متبادلة. مع ذلك، هناك اختلافات هامة بين المصطلحين. سُجّلت المعرفة العاطفية كجزء من مشروع الدعوة إلى التعليم الإنساني في أوائل سبعينيات القرن الماضي.

## التعريف
استخدم كلود شتاينر المصطلح على نطاق واسع وقال:
تتكون المعرفة العاطفية من «القدرة على فهم مشاعرك، والقدرة على الاستماع للآخرين والتعاطف مع مشاعرهم، والقدرة على التعبير عن العواطف بشكل منتج. أن تكون عارفًا عاطفيًا هو أن تكون قادرًا على التعامل مع العواطف بطريقة تحسّن من قوتك الشخصية، وتحسن من نوعية الحياة حولك. تُحسن المعرفة العاطفية العلاقات، وتخلق إمكانيات المحبة بين الناس، وتجعل العمل التعاوني ممكنًا، وتسهل الشعور بالمجتمع أيضًا».
يقسم شتاينر المعرفة العاطفية إلى خمسة أجزاء:
1. معرفة مشاعرك
2. التحلي بالتعاطف
3. تعلم السيطرة على العواطف
4. إصلاح مشاكلنا العاطفية
5. التفاعل العاطفي

كونها متجذرة في الاستشارات النفسية، فإن المعرفة العاطفية عبارة عن تعريف اجتماعي في صلبه التفاعلات بين الناس. وفقًا لما يقوله شتاينر، فإن المعرفة العاطفية تدور حول فهم مشاعرك ومشاعر الآخرين لتسهيل العلاقات معهم، بما في ذلك استخدام الحوار وضبط النفس لتجنب الجدالات السلبية. تمكن القدرة على الوعي بمشاعر الآخرين وقراءتها الفردَ من التفاعل معهم بفعالية حتى يتمكن من التعامل مع المواقف العاطفية القوية بمهارة. يطلق شتاينر على هذا الأمر «التفاعل العاطفي». لذلك يدور نموذج شتاينر للمعرفة العاطفية حول التعامل بشكل بناء مع الصعوبات العاطفية التي نواجهها لبناء مستقبل سليم، وهو يعتقد أنه يمكن زيادة القوة الشخصية وتغيير العلاقات مع الآخرين والمجتمع. ينصب التركيز هنا على الفرد، وعلى هذا النحو يُشجع الفرد على النظر إلى داخله بدل الالتفات للبيئة الاجتماعية التي يعمل فيها.

## السياق البريطاني
يُستخدم في بريطانيا مصطلح «المعرفة العاطفية» في كثير من الأحيان، وقد تطور هذا المصطلح بناءً على عمل شتاينر وغولمان كبناء اجتماعي -على عكس «الذكاء العاطفي» الأكثر فردانية مع محاولات قياسه كما لو كانت العواطف قابلة للقياس بطريقة عقلانية نسبيًا. لم يُعجب اختصاصيو التوعية بالطريقة التي ركز بها «الذكاء العاطفي» كثيرًا على الفرد، وكانت هناك محاولات واضحة لتجنب اختبارات الذكاء العاطفي المحدودة التي كانت تُستخدم لسببين:
1. كانت اختبارات الذكاء العاطفي تتناغم مع قياسات نفسية أخرى باتت مرفوضة، مثال على ذلك اختبارات نسبة الذكاء، آي كيو تيست.
2. كان الناس قلقين من الضغط الذي سيتعرض له التلاميذ إذا أضفنا اختبارات الذكاء العاطفي على مناهجهم.[7][8]

شدّد المنهج الوطني في إنجلترا وويلز على مجموعة من المهارات المعرفية التي يتم التحكم بها من خلال الاختبارات. رأى المربّون (المعلمون) ضرورة توسيع نطاق المهارات التي يحتاجها التلاميذ، وكانوا مهتمين أيضًا بالاندماج الاجتماعي. قدمت الحكومة العمّالية مبررًا شاملًا لذلك بتعزيزها للرفاه. لكن، عندما وضعت إدارة الأطفال والمدارس والأسر خطة للمدارس -تسمى الجوانب الاجتماعية والعاطفية للتعلم (سيل)- كانت تلك الخطة تعتمد على تعريف غولمان للذكاء العاطفي. من هنا نرى أن أي فوارق بين مصطلحي الذكاء العاطفي والمعرفة العاطفية كانت غير واضحة، لكن المربّين الأساسيين في بريطانيا استخدموا مصطلح المعرفة العاطفية. اتخذت المعرفة العاطفية جانبًا يهتم بالتنمية الشخصية. 

## تموضع ثقافي
يجادل ماثيوز (2006) ضد مفهوم «الذكاء العاطفي»، ويجادل أيضًا لوضع تعريف متطور «للمعرفة العاطفية». ينطلق من نقطة أن جميع التفاعلات الاجتماعية والعاطفية تحدث في سياق ثقافي وأن كل المشاعر التي نشعر بها سببها التفاعلات مع أشخاص آخرين. يجادل ماثيوز أيضًا بأن المجموعة قد تحتوي، على سبيل المثال، على رجال ونساء وأشخاص من أعراق مختلفة. يمكن للمرء أن يحكم على معرفة الشخص العاطفية عن طريق ملاحظة ما قدّمه، والطريقة التي تفاعل بها، والدرجة التي أظهر بها التعاطف ومدى اعترافه بـ«ذاته» وبـ«الآخرين». تتمثل الطريقة التي يمكن قياس المعرفة العاطفية بها لأحد الأشخاص بمراقبة تفاعله مع الآخرين، وتصرفاته تجاه أشخاص من أجناس وميول جنسية وطبقات اجتماعية مختلفة. إذًا، من غير المنطقي التحدث عن المعرفة العاطفية للشخص عبر فصلها عن العوامل التي ذكرناها سابقًا. فقد يكون هذا الشخص قادرًا على التعاطف مع أناس من جنسه، لكن ليس مع أناس من جنس آخر أو ديانات مختلفة عن ديانته. قد يعتقد المرء أيضًا أن بإمكانه التعاطف مع الجنس الآخر أو مع أي دين آخر، لكن هذا الشخص من الجنس أو الدين المختلف هو الذي لا يتفق معه. بالفعل، فوجهات نظر الآخرين ضرورية عند اتخاذ أي قرار متعلق بهذه العوامل. هناك دائمًا سياق اجتماعي وفي أي سياق كان، هناك فروق بالقوى لها تأثير. أي شكل من أشكال الاختبارات الورقية سيتيح الوصول إلى ما يفكر به الشخص فقط، وليس إلى طريقة تفكير الآخرين وكيفية تلقفهم لتفكيره وهنا بيت القصيد. قد يقول العديد من الرجال (والنساء) أنهم غير متحيزين جنسيًا، لكن شخصًا من الجنس الآخر قد لا يوافقهم على ذلك. يعتقد مديرك أن تصرفه ناجم عن ثقة بالنفس أو أنه شخص ودود ومنفتح، لكنك وموظفيه تجدونه متنمرًا وعدوانيًا.
بحسب ماثيوز، فإن المعرفة العاطفية هي عملية اجتماعية تحدث في محيط اجتماعي، وتحقيقها بشكل مطلق هو أمر صعب لا بل مستحيل، ويجب النظر إليها من منظور عام يأخذ بعين الاعتبار تلقف الأشخاص الآخرين وتفاعلهم. كل هذا يشير إلى أن المكونات الرئيسية للمعرفة العاطفية، وهي عملية مستمرة، تشمل الحوار وقبول الالتباس والقدرة على التفكير. تُصدر الأحكام على معرفة الفرد العاطفية ضمن المجموعة. ويضيف ماثيوز:
«يتضمن محو الأمية العاطفية عوامل مثل فهم الناس لحالاتهم العاطفية وحالات الآخرين. تعلم كيفية إدارة عواطفهم والتعاطف مع الآخرين. ويشمل أيضًا الاعتراف بأن المعرفة العاطفية تنمية فردية ونشاط جماعي على حد سواء، وهي متعلقة بالتنمية الذاتية وبناء المجتمع بحيث ينمو الإحساس بالرفاهية العاطفية على الصعيد الشخصي، مع نموه لدى الآخرين وليس على حسابهم. تتضمن المعرفة العاطفية صلات بين الناس، والعمل مع اختلافاتهم، وأوجه التشابه بينهم، إضافة إلى القدرة على التعامل مع الالتباسات والتناقضات. إنها عملية ديناميكية ينمو من خلالها الفرد عاطفيًا وتتضمن الثقافة والتمكين. 

## في التربية والتعليم
بشكل عام، توجه معظم الانتقادات في الدورات التدريبية التي تسعى لتعزيز التطور العاطفي للتلاميذ إلى أولئك الذين يطورون الذكاء العاطفي. على سبيل المثال، هناك دورات طُوّرت في الولايات المتحدة الأمريكية وبريطانيا، ويشمل انتقادها ما يلي:
1. يمكن أن تؤدي دورات الذكاء العاطفي أو المعرفة العاطفية إلى مزيد من التحكم في التلاميذ، إذ يحددون بشكل أكبر بحسب سلوكهم.
2. يمكن أن يؤدي تقييم الذكاء العاطفي أو المعرفة العاطفية إلى وصف التلاميذ أو اعتبارهم مناسبين.
3. يمكن لدورات الذكاء العاطفي أن تحدد موقع المشكلات لدى الفرد، لكن هذه المشكلات في الحقيقة تكون في كيفية تركيب المجتمع وتنظيمه وهي غير محصورة بفردٍ بعينه.
4. عندما تدرس المقررات المدرسية، غالبًا ما يُفترض أن التلاميذ مستعدون عاطفيًا للتعامل مع الموجود فيها وفي المناهج، بينما هم في الحقيقة غير مستعدين.
5. يمكن أن تؤدي أجندة تدريس التطور العاطفي إلى رؤية التلاميذ أنفسهم عاجزين عن التحكم بعواطفهم، وبالتالي سيقلل هذا الأمر من قدرتهم على الإيمان بالأهداف المستقبلية.
6. لدورات الذكاء العاطفي جوانب خلقية وأخلاقية غير واضحة.[15]

حاول ماثيوز تجنب بعض الصعوبات. على سبيل المثال، تعني استراتيجياته للصفوف الدراسية أن التلاميذ يتطورون فقط في المجالات التي يمكنهم التطور بها، أو فقط عندما يكونون فعلًا قابلين للتطور. كان التطور أو النمو العاطفي بين الجنسين هو محور البحث، مع إشارة صغيرة إلى «العرق» فيه. لكن هذه الصعوبات مصورة في الاستراتيجيات ولا تعالج الانتقادات بشكل كامل.